# Región de Tánger-Tetuán-Alhucemas
Tánger-Tetuán-Alhucemas (en árabe: طنجة - تطوان - الحسيمة‎; en lenguas bereberes: ⵟⴰⵏⵊⴰ - ⵜⵉⵟⴰⵡⵉⵏ - ⵍⵃⵓⵙⵉⵎⴰ) es una de las doce regiones en las que se subdivide el Reino de Marruecos. Cubre un área de 15 090 km² y tiene una población de 3 852 000 habitantes, según estimaciones de 2023. La capital de la región es Tánger.

## Historia
La Región de Tánger-Tetuán-Alhucemas es una entidad administrativa situada en el norte de Marruecos, conocida por su rica historia y diversidad cultural. Engloba varias ciudades importantes como Tánger, Tetuán, Alhucemas, Chauen y Larache.
La región de Tánger-Tetuán-Alhucemas ha sido testigo de la presencia de diversas civilizaciones a lo largo de los milenios:

Panorámica de la muralla de la antigua fortaleza portuguesa en Tánger, la capital de la región y su ciudad más importante.

Los primeros rastros de ocupación humana en la región se remontan a períodos prehistóricos, con evidencias arqueológicas de asentamientos neolíticos y paleolíticos.
Durante la Antigüedad, la región atrajo a los fenicios, quienes establecieron colonias comerciales en puntos estratégicos a lo largo de la costa. Estos asentamientos jugaron un papel crucial en el desarrollo del comercio marítimo en el Mediterráneo occidental.
Con la expansión romana hacia el norte de África, la región fue integrada al Imperio romano. Tánger (Tingis) floreció como una importante ciudad romana, destacándose como un centro comercial y administrativo clave en la región.

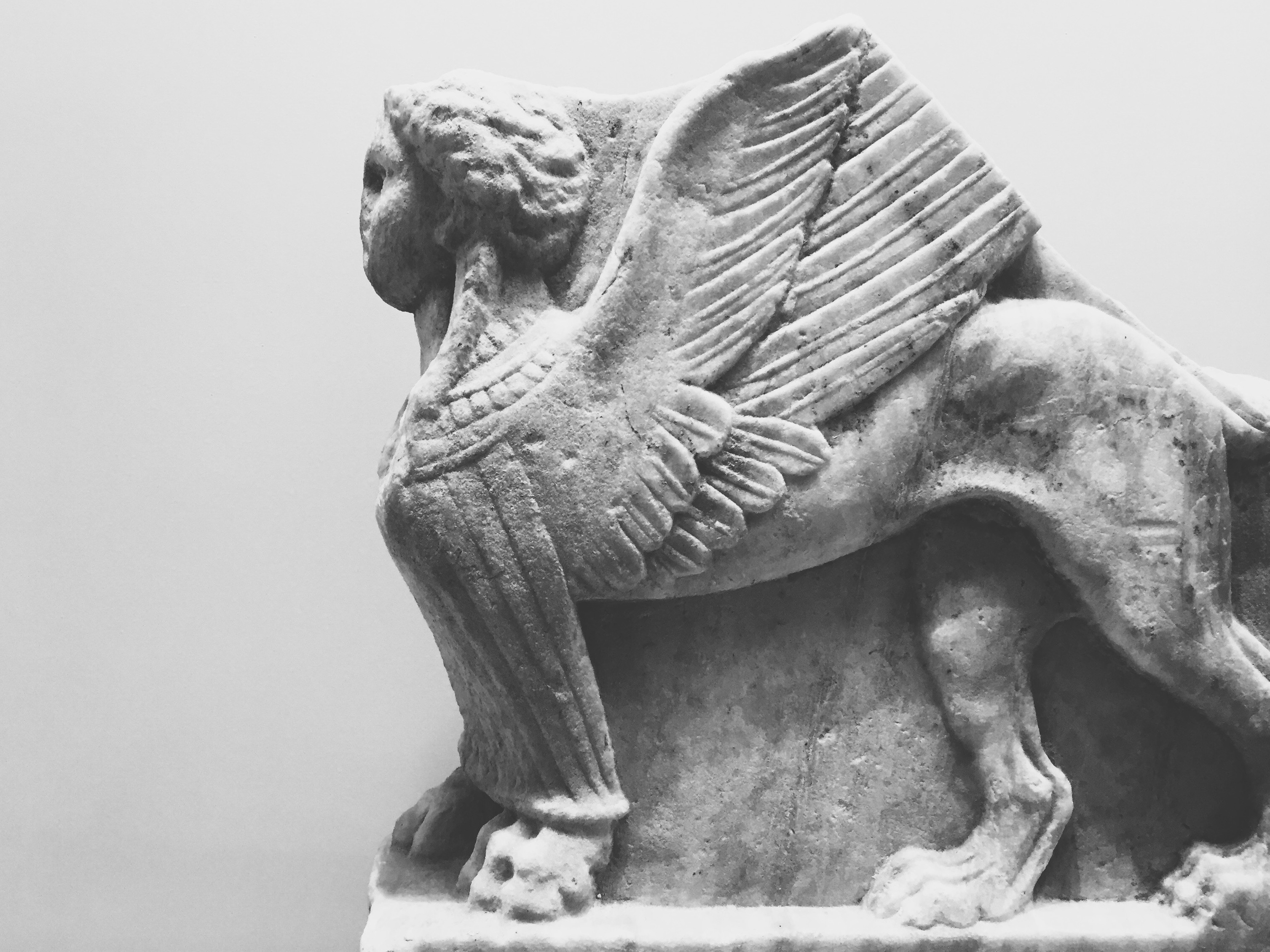
Una esfinge tallada encontrada en el sitio de Lixus y ahora ubicada en el Museo de Historia y Civilizaciones de Rabat.

Con la llegada del islam en el siglo VII, la región experimentó una transformación cultural y religiosa significativa. Tánger y Tetuán se convirtieron en centros importantes de la cultura árabe y musulmana en el norte de África.
Durante la Edad Media, la región fue escenario de la dinámica de los reinos taifas, los imperios almohade y meriní, así como la influencia de los califatos islámicos en el área. La llegada de los portugueses y españoles en la era moderna dejó una marca duradera en ciudades costeras como Tánger.
Durante varias décadas del siglo XX, la región perteneció al conocido como Marruecos español y la ciudad de Tánger fue una zona internacional bajo administración compartida, atrayendo a una comunidad cosmopolita de residentes y visitantes.
En tiempos más recientes, la región de Tánger-Tetuán-Alhucemas ha sido un centro neurálgico de la economía marroquí y un punto de encuentro cultural diverso. La región ha visto un crecimiento significativo en el turismo, impulsado por su rica herencia histórica, sus paisajes naturales y su arquitectura única.
La región de Tánger-Tetuán-Alhucemas es conocida por su mezcla distintiva de influencias culturales que se reflejan en su gastronomía, música y artesanía tradicional. Lugares destacados como la medina de Tetuán, las playas de Tánger y los paisajes montañosos de Chauen son destinos populares tanto para turistas nacionales como internacionales.

## Geografía
Tánger-Tetuán-Alhucemas es la región situada más al norte de Marruecos. Linda al norte con el estrecho de Gibraltar, el mar Mediterráneo y la ciudad española de Ceuta. También limita con las regiones marroquíes de Rabat-Salé-Kenitra al suroeste, Fez-Mequinez al sureste y La Oriental al este.
El Rif se alza en la parte oriental de la región y es el emplazamiento de los parques nacionales de Alhucemas y Talassemtane. La tierra próxima a la costa atlántica no es tan rugosa, y la fértil esquina suroccidental de la región está bañada por el río Lucus.

## Fauna y flora
La Región de Tánger-Tetuán-Alhucemas en Marruecos alberga una variedad de especies de fauna debido a su diversidad de hábitats que van desde montañas hasta costas. En las áreas montañosas como el Rif y el Atlas Medio, se pueden encontrar especies como el leopardo bereber (Panthera pardus panthera) y el gato montés (Felis silvestris). 
En las zonas forestales y de matorral, habitan mamíferos como el jabalí (Sus scrofa) y el ciervo (Cervus elaphus barbarus). Además, la región es hogar de varias especies de aves rapaces como el águila real (Aquila chrysaetos) y el buitre leonado (Gyps fulvus), que aprovechan los terrenos rocosos para anidar.
En las áreas costeras y marinas, se pueden avistar especies marinas como el delfín común (Delphinus delphis) y el atún rojo (Thunnus thynnus), que migran a través del estrecho de Gibraltar. Además, la rica diversidad de insectos y reptiles en la región completa el ecosistema, haciendo de la Región de Tánger-Tetuán-Alhucemas un área de gran importancia para la conservación de la biodiversidad en Marruecos.

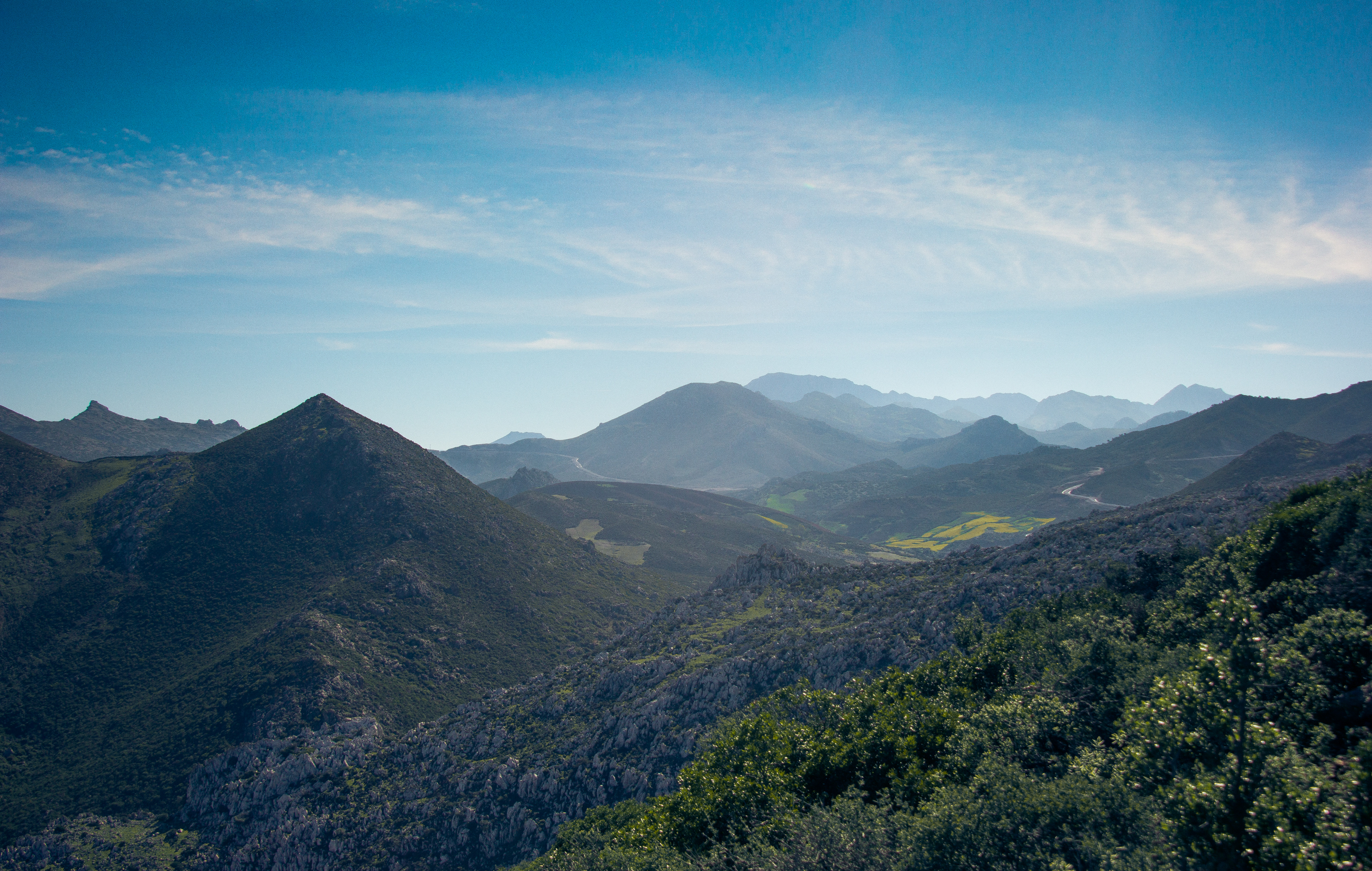
Paisaje típico en montañas del Rif

Se destacan varios parques nacionales y áreas protegidas además del Parque Nacional de Alhucemas y el Parque Nacional Talassemtane:
- Parque Nacional de Bouhachem: ubicado en el Rif occidental, este parque es conocido por sus densos bosques de cedros y encinas, albergando una rica diversidad de flora y fauna, incluyendo especies endémicas de aves y mamíferos.

- Parque Nacional de Dhar Shbil: situado en la región de Driouch, destaca por sus paisajes montañosos y su importancia como hábitat para especies de aves rapaces y mamíferos como el jabalí y el zorro.

- Parque Nacional de Tazekka: aunque ubicado más al sur en la región Oriental de Marruecos, es relevante por su biodiversidad única, incluyendo el bosque de cedros de Jbel Tazekka y especies como el mono de Berbería y el águila real.

- Parque Nacional de Talassemtane: en el Rif, famoso por sus paisajes montañosos y diversidad de flora y fauna, siendo hábitat del mono de Berbería y especies de aves endémicas.

Estos parques nacionales son vitales para la conservación de la biodiversidad en Marruecos, además de ser destinos turísticos que fomentan el ecoturismo y la educación ambiental. Su inclusión en el artículo sobre la Región de Tánger-Tetuán-Alhucemas resalta la riqueza natural y cultural de esta área del país.

## Gobierno
El político Ilyas El Omari, del Partido de la Autenticidad y Modernidad, fue elegido primer presidente de la asamblea regional el 14 de septiembre de 2015.

### Subdivisiones

Mapa de las provincias

- Prefectura de Rincón-Castillejos
- Prefectura de Tánger-Arcila
- Provincia de Alhucemas
- Provincia de Chauen
- Provincia de Fahs-Anyera
- Provincia de Larache
- Provincia de Tetuán
- Provincia de Uezán

## Economía
Es una de las regiones que impulsará el crecimiento del país en los próximos años. Hoy en día, la región contribuye con casi el 10 % del PIB total del reino, pero debido a su tasa de crecimiento constante, se espera que esta cifra aumente muy rápidamente. Con poco menos de 4 millones de habitantes en un área de casi 20 000 km², Tánger-Tetuán-Alhucemas está experimentando una importante actividad económica.

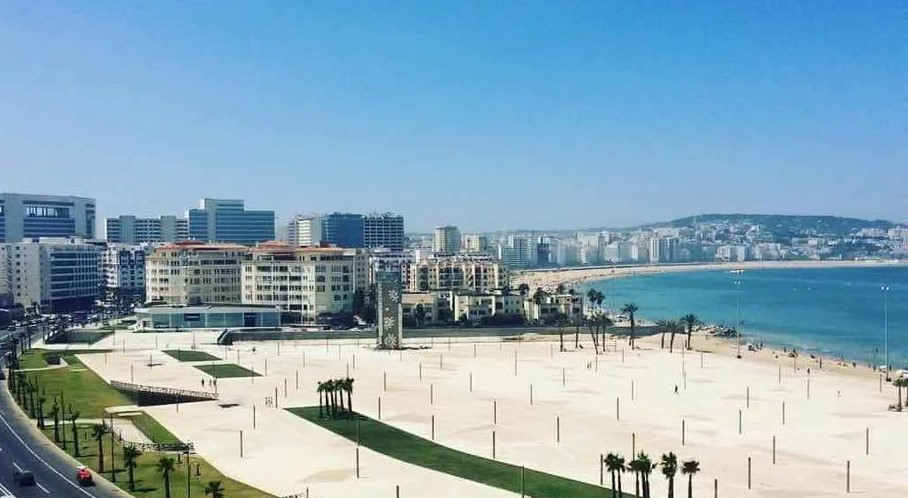
Tánger la capital de la región

La agricultura, la ganadería y la pesca son un importante motor económico de la región de Tánger-Tetuán-Alhucemas. Algunos de los principales cultivos son los cereales, las legumbres, las aceitunas y la caña de azúcar.
Se han establecido varias zonas francas alrededor del puerto contenedor de Tánger Med, uno de los más concurridos de África, para promover el crecimiento de la industria y la inversión extranjera.
La región también tiene una fuerte dependencia del turismo.
El cultivo de hachís es una actividad económica importante en la región, especialmente en Ketama. Esta área del Rif es uno de los mayores productores de hachís del mundo. El cultivo de cannabis tiene una larga historia en Marruecos, con una expansión significativa en la década de 1960 debido a la demanda europea.
El proceso incluye la siembra de semillas en primavera, cuidados durante el verano, cosecha a finales del verano o principios del otoño, y la extracción y compresión de resina para formar hachís.
El hachís es vital para muchas familias agrícolas de esta región, aunque la economía del hachís es en gran parte informal y enfrenta desafíos legales. En 2021, Marruecos legalizó el cultivo de cáñamo para usos médico e industrial, lo que podría ofrecer nuevas oportunidades económicas en la región.

## Infraestructura
La autopista A1 conecta Tánger con la capital nacional, Rabat. La región también cuenta con dos autopistas más cortas: la A4 circunvala Tánger y une la A1 con el puerto Tánger Med, mientras que la A6 conecta Tetuán con Rincón del Medik y Castillejos. La Nacional 2 conecta Tánger y Tetuán por el interior, mientras que la Nacional 16 proporciona una conexión entre las mismas ciudades por la costa. La Nacional 13 se desvía de la N2 cerca de Chauen y discurre por el sur por Uezán a Mequinez y más allá.
El aeropuerto de Tánger-Ibn Battuta es el más concurrido de la región. El aeropuerto Cherif Al Idrissi de Alhucemas y el aeropuerto de Tetuán-Sania Ramel también reciben vuelos comerciales.
La primera fase de una vía de alta velocidad entre Casablanca y Tánger está bajo construcción, y se espera que esté en funcionamiento a principios de 2018.[actualizar]

Infraestructura de la región
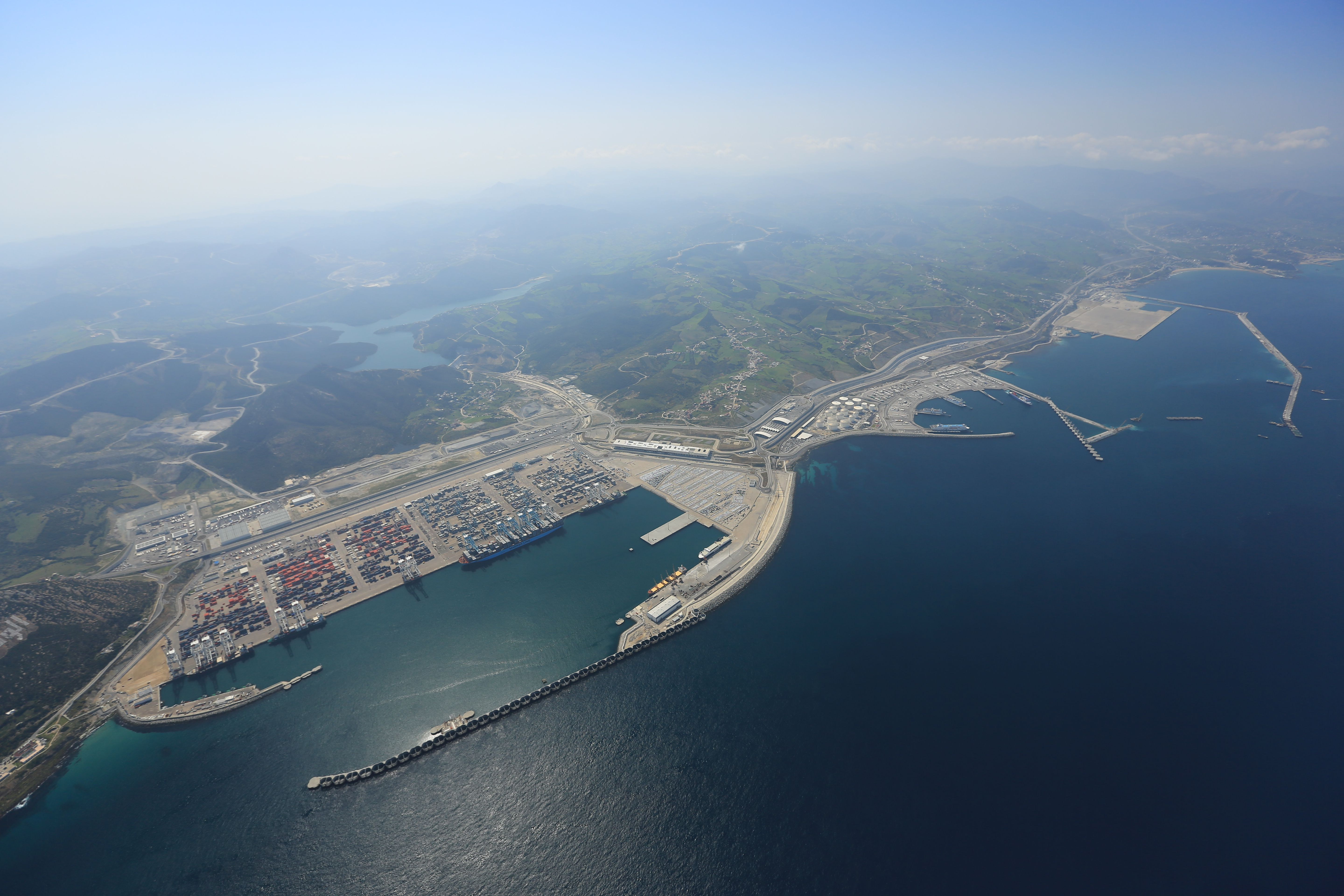
Puerto Tánger Med
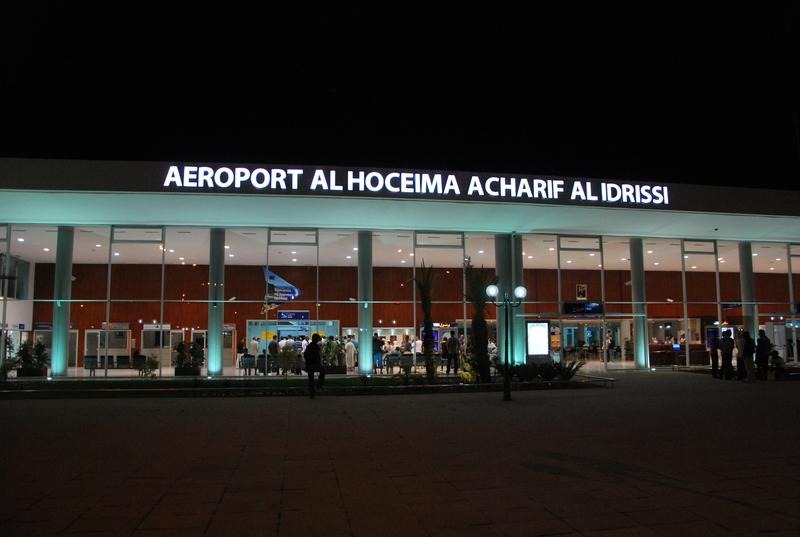
Aeropuerto internacional de Alhucemas
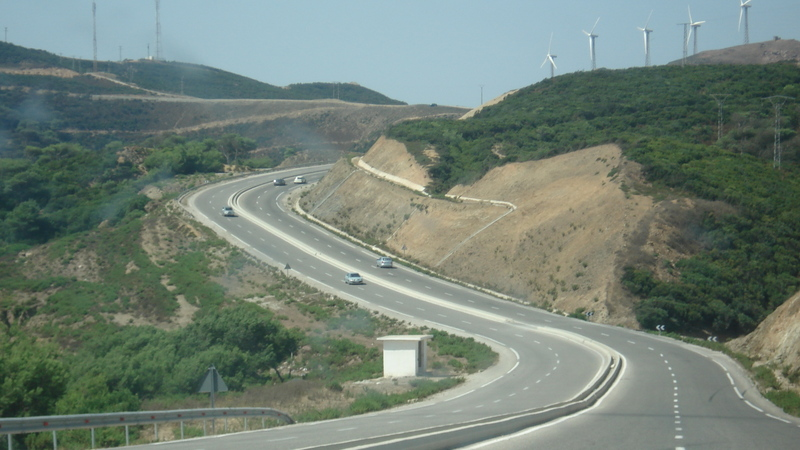
Autopista RN16 conecta Tetuán y Alhucemas
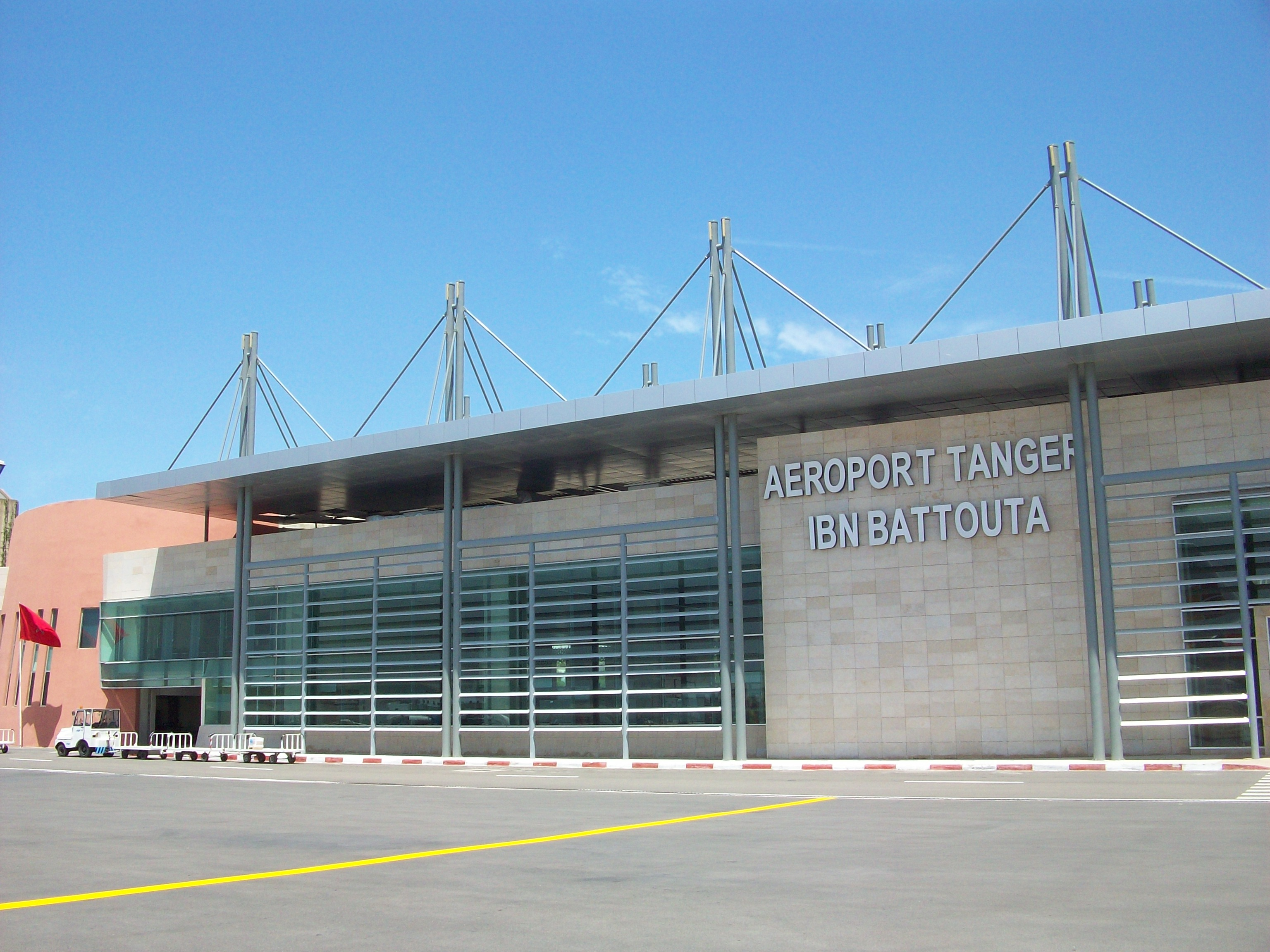
Aeropuerto de Tánger-Ibn Battuta

## Gastronomías
La gastronomía local refleja una rica historia cultural influenciada por diversas comunidades y tradiciones culinarias. La cocina de esta región mediterránea está enraizada en la fusión de sabores y técnicas de los berberes rifeños, los yebala, los judíos y los moriscos, cada uno aportando elementos únicos que han enriquecido la gastronomía local a lo largo de los siglos.

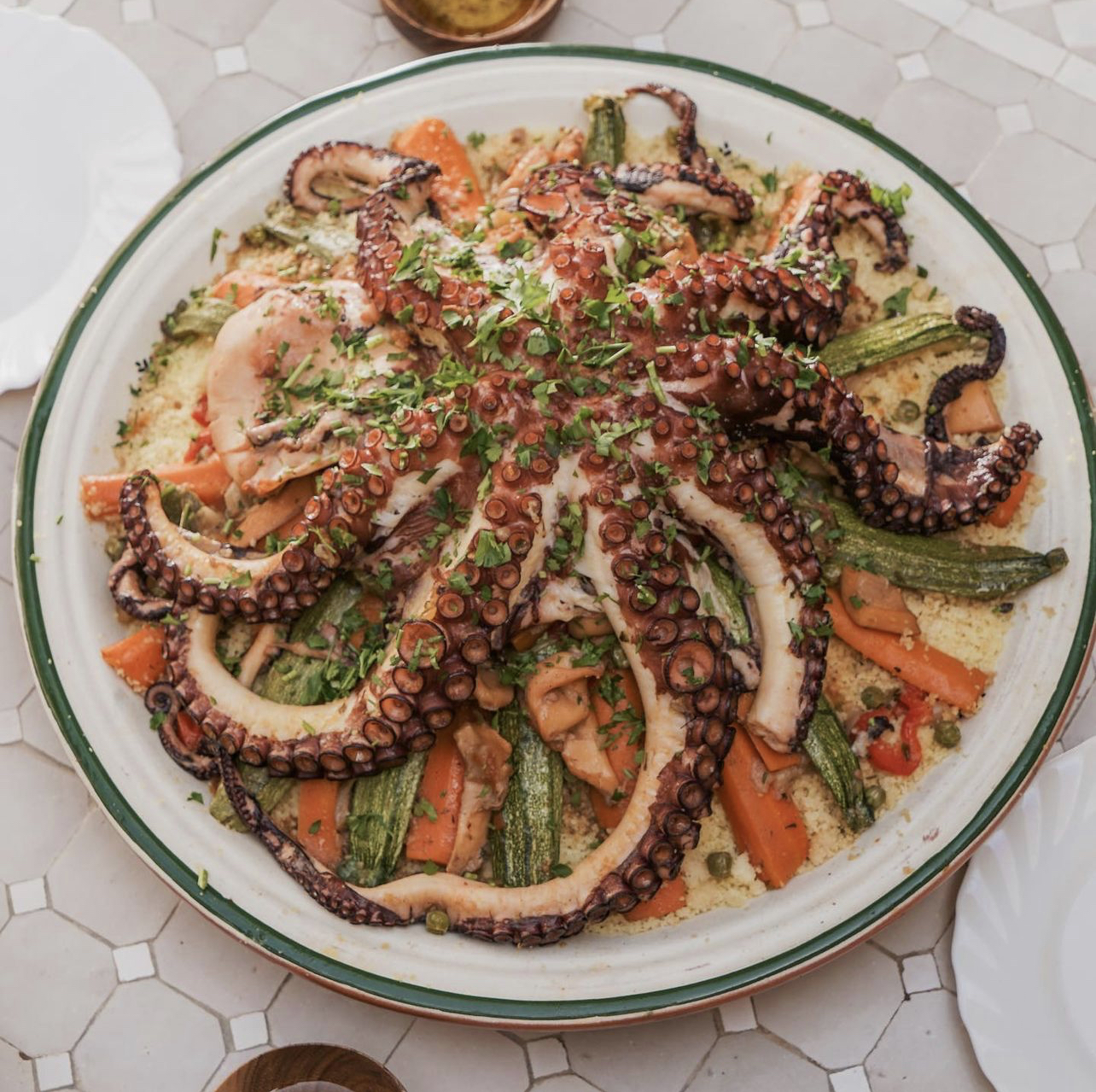
Cuscús de pulpo tradicional de la región de Alhucemas.

Cuscús: Este plato emblemático tiene sus raíces en la cocina bereber, utilizando sémola de trigo que se cocina al vapor y se acompaña con una variedad de ingredientes como carne (generalmente cordero o pollo), verduras (como zanahorias, calabacines y nabos) y garbanzos. Es un reflejo de la habilidad de los bereberes para aprovechar los recursos disponibles en sus entornos montañosos y semiáridos.
Tajine: Originario de Marruecos, el tajine es un guiso cocinado lentamente en un recipiente de barro con forma cónica, diseñado para retener la humedad y los sabores. Este plato combina carne (como pollo, cordero o pescado) con verduras y frutas secas como albaricoques y ciruelas pasas, típicamente sazonado con especias como cúrcuma, comino y canela. La técnica del tajine refleja la influencia histórica de los árabes y los bereberes en la región, así como el uso de ingredientes locales y métodos de cocción tradicionales.
Pastela: Este pastel de hojaldre relleno es un legado de la cocina andaluza morisca, que se estableció en Marruecos tras la expulsión de los moriscos de España en el siglo XVII. Tradicionalmente relleno de carne de paloma, pollo o pescado mezclado con almendras, especias como canela y cilantro, y cubierto con una capa de azúcar glas y canela, la pastela combina sabores dulces y salados en una preparación única que destaca por su meticulosa elaboración.
Harira: Esta sopa espesa y nutritiva es una parte integral de la cocina marroquí, consumida especialmente durante el mes sagrado del Ramadán para romper el ayuno al atardecer. Originaria de la cultura bereber, la harira se prepara con una base de tomate y legumbres como lentejas y garbanzos, sazonada con especias como cilantro, perejil y azafrán. Su historia refleja la adaptación de recetas tradicionales a lo largo de los siglos, incorporando influencias culinarias de los moriscos y los judíos en la región.
Mechoui: Este plato de cordero asado lentamente en un horno tradicional es una celebración de la carne de calidad y las técnicas de cocina tradicionales. Condimentado con especias locales como el comino y el cilantro, el mechoui refleja la destreza culinaria de los berberes y la cultura nómada, quienes han perfeccionado métodos de cocción que resaltan los sabores naturales de la carne y los ingredientes locales.
Ensalada Marroquí: Una ensalada fresca y vibrante, que combina tomates, pepinos, pimientos, cebollas y aceitunas con un aliño de aceite de oliva, limón y cilantro. Esta ensalada es un ejemplo de cómo los ingredientes locales se combinan de manera sencilla pero deliciosa, reflejando la influencia de la cocina mediterránea y la cultura agrícola de la región.
Estos platos emblemáticos no solo son una deliciosa muestra de la cocina de la Región de Tánger-Tetuán-Alhucemas, sino que también cuentan historias de intercambios culturales y adaptaciones culinarias a lo largo de la historia. Desde las técnicas de cocina bereberes hasta las influencias moriscas y judías, cada plato es un testimonio vivo de la rica diversidad cultural y gastronómica de Marruecos.

## Cultura
En la región de Tánger-Tetuán-Alhucemas, la cultura es una amalgama fascinante de influencias históricas y geográficas. Esta área costera y montañosa de Marruecos ha sido un punto de encuentro para fenicios, romanos, árabes, bereberes y europeos a lo largo de los siglos.
Tánger, como centro cultural destacado, cuenta con una vibrante escena artística que ha atraído a escritores, artistas y músicos de renombre mundial, tales como Paul Bowles, William Burroughs, Jack Kerouac, Tennessee Williams, Eduardo Haro, Brion Gysin, Francis Bacon, Jean Genet, Leopoldo María Panero, Arturo Pérez-Reverte, Sánchez Dragó o los Rolling Stones, todos los cuales vivieron o visitaron la ciudad. La ciudad es conocida por sus galerías de arte contemporáneo y festivales internacionales de cine, así como por eventos literarios como el Festival Internacional de Poesía de Tánger.
La música tradicional en la región refleja las influencias árabes y bereberes, destacándose géneros como el chaabi y el andalusí. Instrumentos como el Adjun y el laúd son comunes en estas expresiones musicales.
El patrimonio arquitectónico es notable, con ciudades como Tetuán, que conserva su medina histórica, declarada Patrimonio de la Humanidad por la UNESCO. Estas medinas son centros de artesanía tradicional, como la cerámica y la orfebrería.
Además de Tánger y Tetuán, otras ciudades como Chauen, conocida por sus casas pintadas de azul y su ambiente tranquilo, y Asilah, famosa por su festival de arte anual y sus murallas históricas, contribuyen significativamente al panorama cultural de la región.
La Plaza de toros de Tánger es un punto de referencia cultural que ha sido escenario de eventos deportivos y culturales a lo largo de los años, reflejando la influencia española en la arquitectura local.
En resumen, la región de Tánger-Tetuán-Alhucemas es un tesoro cultural que combina historia, arte, música y arquitectura de manera única, enriqueciendo el panorama cultural de Marruecos y el Mediterráneo.

## Religión
En la región de Tánger-Tetuán-Alhucemas, la religión desempeña un papel central en la vida cotidiana y la identidad cultural de sus habitantes. Esta región de Marruecos, caracterizada por su diversidad étnica y cultural, alberga una variedad de creencias y prácticas religiosas que reflejan su rica historia y su posición geográfica como puente entre África y Europa.
La mayoría de la población en la región sigue el Islam, que es la religión oficial del país. La práctica del Islam en Tánger-Tetuán-Alhucemas abarca desde las tradiciones sunitas mayoritarias hasta las comunidades chiitas minoritarias y otras ramas menos representadas. Las mezquitas son centros de culto y comunidad, donde los fieles se reúnen para las cinco oraciones diarias y celebraciones religiosas.

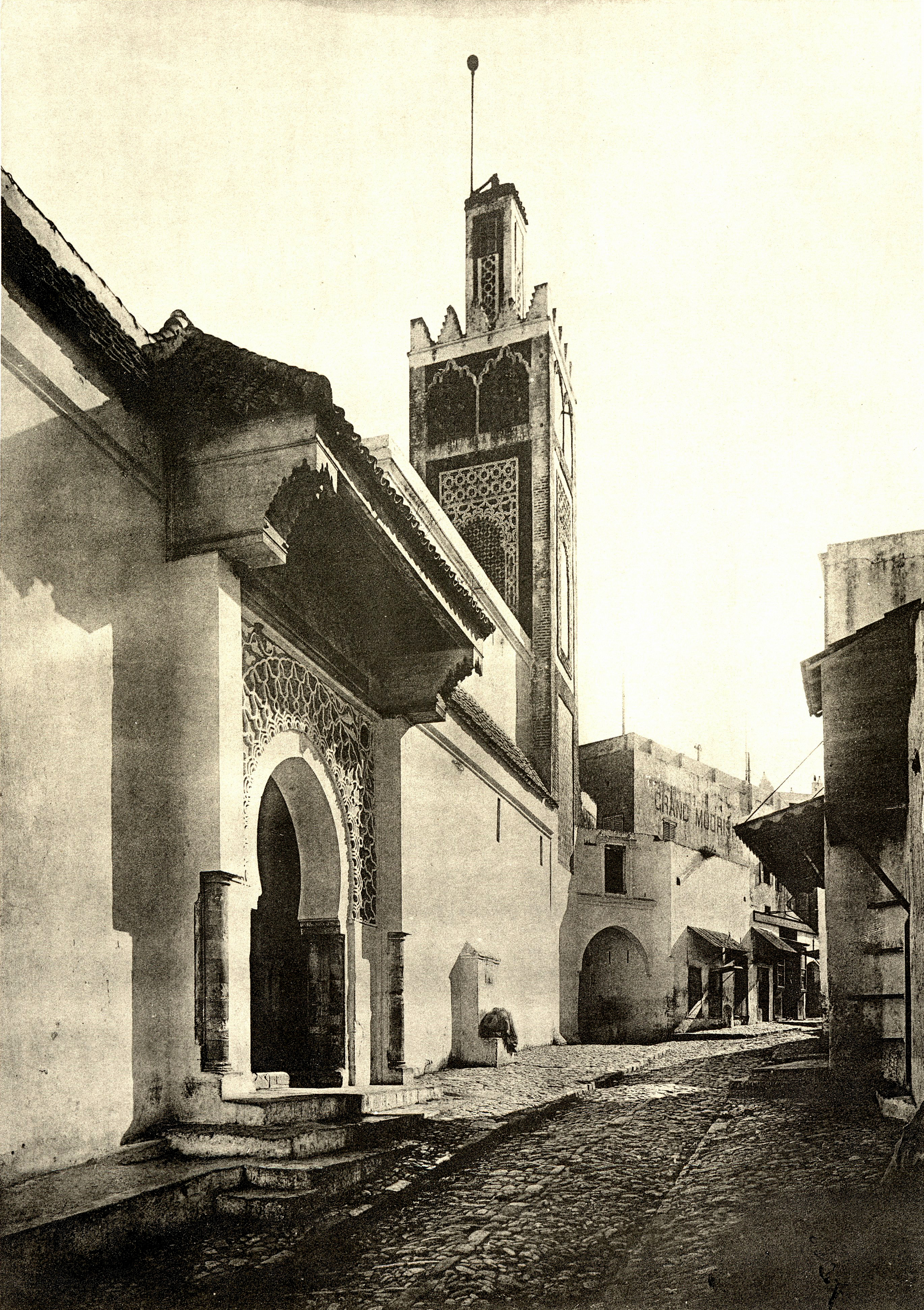
La Gran Mezquita de Tánger en 1892

Además del Islam, la región también alberga comunidades judías y cristianas. La comunidad judía tiene una presencia histórica significativa, con sinagogas y antiguos barrios judíos en ciudades como Tánger y Tetuán. Aunque la mayoría de los judíos han emigrado, la herencia cultural judía sigue siendo importante en la región.
En cuanto al cristianismo, hay comunidades minoritarias de católicos y protestantes, con iglesias y lugares de culto que sirven a los residentes locales y a los visitantes expatriados.
La región de Tánger-Tetuán-Alhucemas es también conocida por su tolerancia religiosa y coexistencia pacífica entre diversas comunidades religiosas. Esta convivencia se refleja en festividades religiosas compartidas, como el Ramadán para los musulmanes, la Pascua para los cristianos y festividades judías como Hanukkah.
En resumen, la religión en Tánger-Tetuán-Alhucemas no solo es un aspecto de la vida espiritual y cultural, sino también un reflejo de la diversidad y la historia compartida de sus habitantes. La región sigue siendo un ejemplo de convivencia interreligiosa y respeto mutuo, enriqueciendo su tejido social y cultural a lo largo de los siglos.

## Transporte
La región de Tánger-Tetuán-Alhucemas, ubicada en el norte de Marruecos, es un área clave en términos de transporte debido a su estratégica posición geográfica cercana a Europa y su acceso al Mar Mediterráneo y el Océano Atlántico. La infraestructura de transporte en esta región es diversa y ha experimentado un notable desarrollo en los últimos años.
El transporte en autobús es una de las formas más comunes de movilidad en la región. Existen múltiples empresas que operan servicios de autobús tanto dentro de las ciudades como entre ellas. Los autobuses urbanos son administrados por operadores privados y ofrecen rutas extensas que conectan los diferentes barrios y puntos de interés. Además, las compañías de autobuses interurbanos como CTM y Supratours conectan Tánger, Tetuán, Alhucemas y otras ciudades importantes con el resto del país, ofreciendo servicios regulares y cómodos.
Los Grand Taxis son vehículos más grandes, generalmente de tipo sedán, que operan en rutas fijas entre ciudades o áreas rurales y urbanas. Son una opción popular para viajes entre ciudades dentro de la región y ofrecen una alternativa rápida y compartida al transporte en autobús.

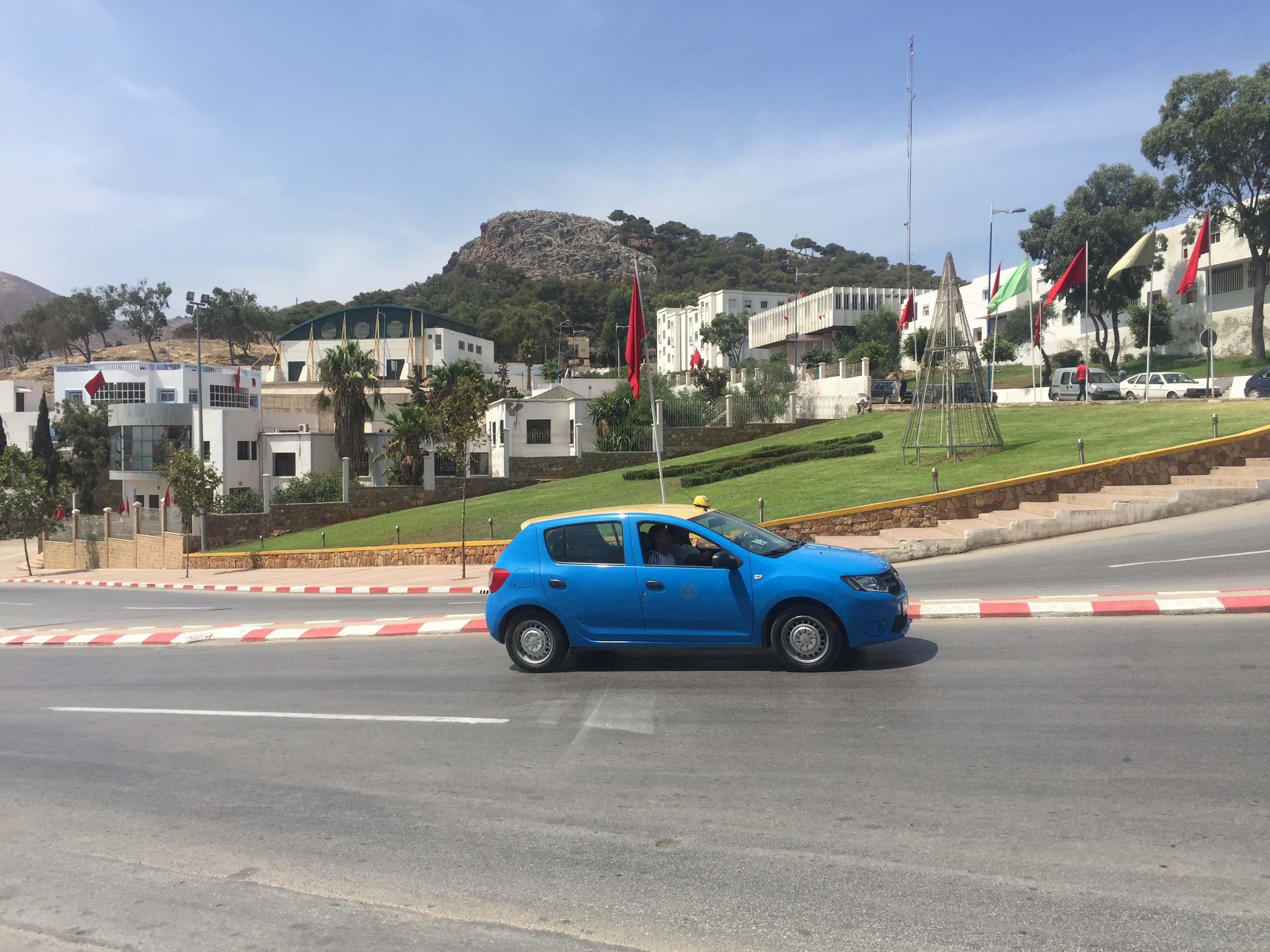
Un Petit Taxis de Alhucemas

Los Petit Taxis son más pequeños, típicamente modelos hatchback, y operan exclusivamente dentro de los límites urbanos. Estos taxis son una opción conveniente para desplazamientos cortos y son fácilmente identificables por su color, que varía según la ciudad (por ejemplo, azul en Tánger y rojo en Tetuán). Los Petit Taxis funcionan con taxímetros y están disponibles para viajes individuales o compartidos.

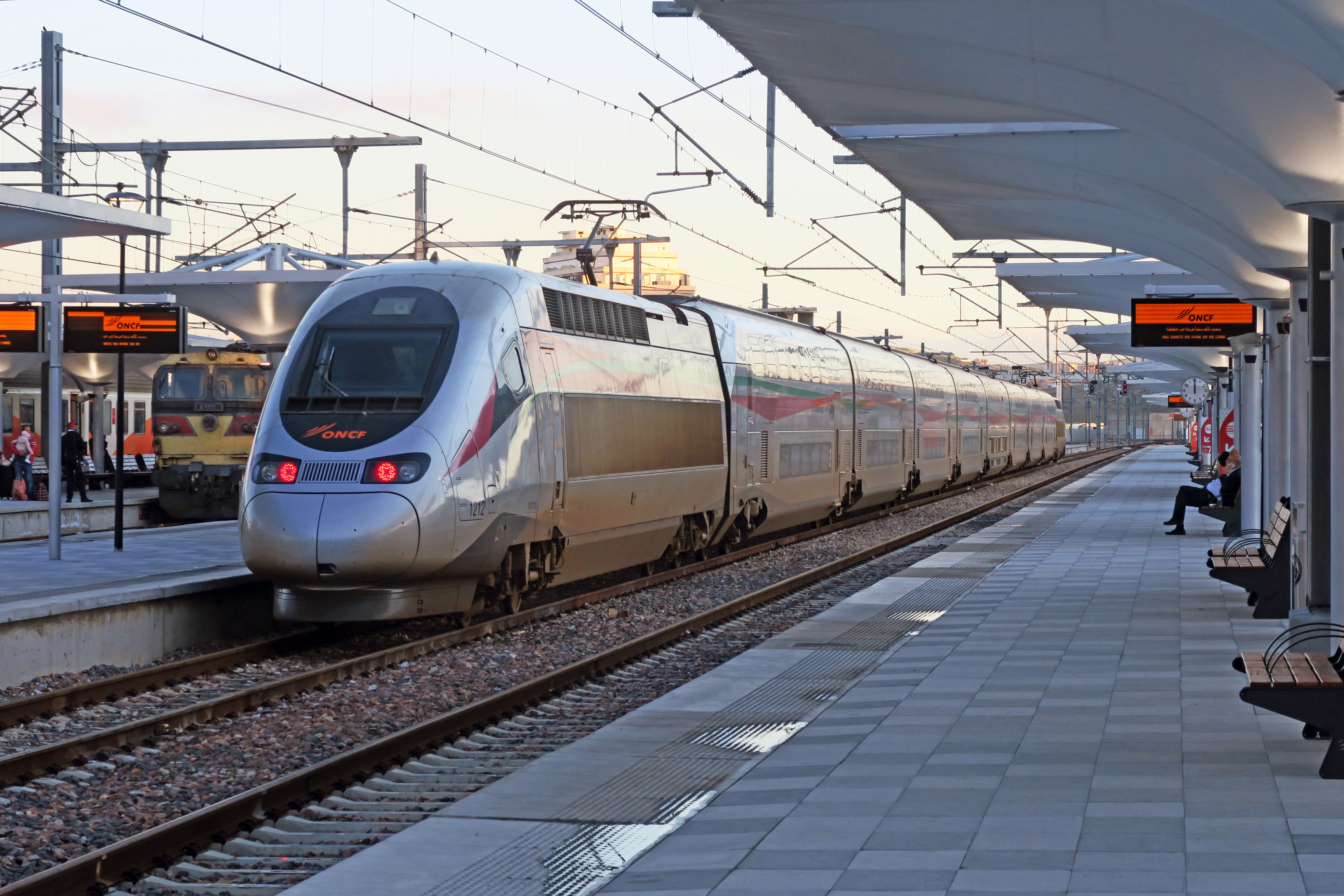
Tren RGV 2N2 de la ONCF en la estación de Tánger Ville

Uno de los desarrollos más destacados en la infraestructura de transporte de la región es la línea de tren de alta velocidad, conocida como Al-Boraq. Este tren conecta Tánger con Casablanca, pasando por Kenitra y Rabat. Inaugurada en noviembre de 2018, Al-Boraq es la primera línea de tren de alta velocidad en África y ha reducido significativamente el tiempo de viaje entre Tánger y Casablanca a aproximadamente dos horas. La estación de tren de Tánger-Ville, que sirve como uno de los principales puntos de partida para Al-Boraq, ha sido modernizada para ofrecer instalaciones y servicios de alta calidad a los pasajeros.
Infraestructura y Futuro del Transporte
La región de Tánger-Tetuán-Alhucemas continúa invirtiendo en la mejora de su infraestructura de transporte. La construcción de nuevas carreteras, la ampliación de puertos y aeropuertos, y la expansión de la red de transporte público son parte de los esfuerzos para mejorar la conectividad y apoyar el crecimiento económico y turístico de la región.
La ciudad de Tánger, ubicada en el norte de Marruecos, se prepara para la implementación de un sistema de tranvía moderno, que se espera transformará significativamente la movilidad urbana y contribuirá al desarrollo sostenible de la región.
Tánger, con su crecimiento económico y demográfico acelerado, enfrenta desafíos de congestión de tráfico y contaminación urbana. La implementación de un sistema de tranvía responde a la necesidad de ofrecer una alternativa de transporte público eficiente, ecológica y accesible que pueda reducir la dependencia de vehículos privados y mejorar la calidad de vida de los residentes.
El futuro tranvía de Tánger será un sistema de transporte ligero sobre rieles, diseñado para integrarse con el tejido urbano de la ciudad. A continuación, se destacan algunas de las características clave del proyecto.
- Rutas y Cobertura: El sistema de tranvía contará con varias líneas que conectarán los principales barrios residenciales, áreas comerciales, zonas industriales y puntos turísticos de la ciudad. Las rutas están diseñadas para maximizar la accesibilidad y conectividad dentro de Tánger.
- Estaciones: Se planea la construcción de estaciones modernas y accesibles a lo largo de las rutas del tranvía. Estas estaciones estarán equipadas con servicios para pasajeros, incluyendo venta de boletos, información de rutas y facilidades para personas con movilidad reducida.
- Tecnología y Sostenibilidad: El tranvía utilizará tecnologías avanzadas para garantizar la eficiencia energética y minimizar el impacto ambiental. Se espera que el sistema sea alimentado por electricidad, reduciendo así las emisiones de carbono y contribuyendo a la sostenibilidad urbana.
- Capacidad y Frecuencia: El tranvía estará diseñado para transportar un gran número de pasajeros, con servicios frecuentes para minimizar los tiempos de espera y facilitar un flujo continuo de usuarios durante todo el día.
La implementación del tranvía en Tánger tendrá múltiples beneficios para la ciudad y sus habitantes.
- Reducción de la Congestión: Al ofrecer una alternativa eficiente al transporte privado, se espera que el tranvía disminuya la congestión vehicular en las principales arterias de la ciudad.
- Mejora de la Calidad del Aire: Con la reducción de vehículos privados en circulación, el sistema de tranvía contribuirá a una mejora en la calidad del aire, reduciendo los niveles de contaminación y favoreciendo un entorno más saludable.
- Impulso Económico: El desarrollo del tranvía atraerá inversiones y promoverá el crecimiento económico, facilitando el acceso a áreas comerciales y de negocios, y creando empleo durante la construcción y operación del sistema.
- Integración Urbana: El tranvía mejorará la integración de diferentes áreas de la ciudad, facilitando el acceso a servicios y actividades para todos los ciudadanos, y promoviendo una mayor cohesión social.
Estado Actual del Proyecto
A la fecha, el proyecto del tranvía de Tánger se encuentra en etapas de planificación y estudios de viabilidad. Las autoridades locales y los organismos nacionales están colaborando con expertos internacionales para asegurar la implementación exitosa del sistema. Se espera que la construcción del tranvía comience en los próximos años, con un enfoque en la minimización de los impactos durante la fase de construcción y la maximización de los beneficios a largo plazo para la ciudad.
El futuro tranvía de Tánger representa una iniciativa ambiciosa que busca transformar la movilidad urbana, promover el desarrollo sostenible y mejorar la calidad de vida de sus habitantes. Este proyecto se alinea con las tendencias globales hacia ciudades más inteligentes y sostenibles, posicionando a Tánger como un modelo de innovación en transporte público en Marruecos y la región.
En conclusión, la región de Tánger-Tetuán-Alhucemas ofrece una amplia gama de opciones de transporte que incluyen autobuses, taxis y el tren de alta velocidad Al-Boraq. Estos medios de transporte facilitan el desplazamiento dentro de la región y la conectan eficientemente con el resto del país, posicionándola como un nodo vital en la red de transporte de Marruecos.

## Turismo
El turismo ha tenido un impacto significativo y positivo en la región de Tánger-Tetuán-Alhucemas, no solo como motor económico, sino también en términos de promoción cultural y desarrollo sostenible. Esta región de Marruecos, rica en patrimonio histórico, arquitectónico y natural, ha visto un crecimiento constante en la afluencia de visitantes nacionales e internacionales.
En términos económicos, el turismo ha generado empleo directo e indirecto en sectores como la hostelería, la restauración, el transporte y las artesanías locales. Las inversiones en infraestructuras turísticas, como hoteles, aeropuertos y carreteras, han mejorado la conectividad y la accesibilidad de la región, facilitando el flujo de turistas y contribuyendo al desarrollo regional.
Culturalmente, el turismo ha ayudado a preservar y promover el patrimonio histórico y cultural de la región. Las medinas históricas de Tánger, Tetuán y Chauen han sido restauradas y mantenidas gracias a los ingresos generados por el turismo, conservando así la arquitectura tradicional, los mercados locales y las artesanías.
Además, el turismo ha fomentado el intercambio cultural y el entendimiento mutuo entre visitantes y residentes locales. Festivales internacionales de música, arte y literatura, como el Festival de Asilah y el Festival de Música Andalusí de Tánger, no solo atraen a turistas, sino que también promueven el diálogo cultural y fortalecen los lazos internacionales.
Desde una perspectiva ambiental y social, es crucial gestionar el turismo de manera sostenible para proteger los ecosistemas naturales y mantener la autenticidad cultural de la región. Iniciativas como la promoción del turismo ecológico en las calas de Alhucemas y la gestión responsable de los recursos naturales son clave para garantizar que el turismo beneficie a las comunidades locales a largo plazo.
El turismo ofrece una rica diversidad de experiencias culturales, históricas y naturales que atraen a visitantes de todo el mundo. Las medinas históricas, como la Medina de Tánger y la Medina de Tetuán, son ejemplos vivos de la arquitectura tradicional y los mercados animados que proporcionan una auténtica experiencia de la vida local y la artesanía.
Tánger, además de su kasbah y su animada Medina, alberga la emblemática Plaza de Toros, un punto de interés cultural que ha sido testigo de eventos deportivos y culturales a lo largo de los años. La ciudad también es conocida por su influencia literaria, habiendo atraído a escritores y artistas como Paul Bowles y William Burroughs en el siglo XX.
En la costa, destinos como Cabo Negro , Martil y Cala Iris son conocidos por sus playas de arena dorada y aguas cristalinas, ideales para el relax y actividades acuáticas. Las Calas de Alhucemas, con sus acantilados escarpados y aguas tranquilas, ofrecen un entorno natural espectacular para el buceo y la exploración marina.

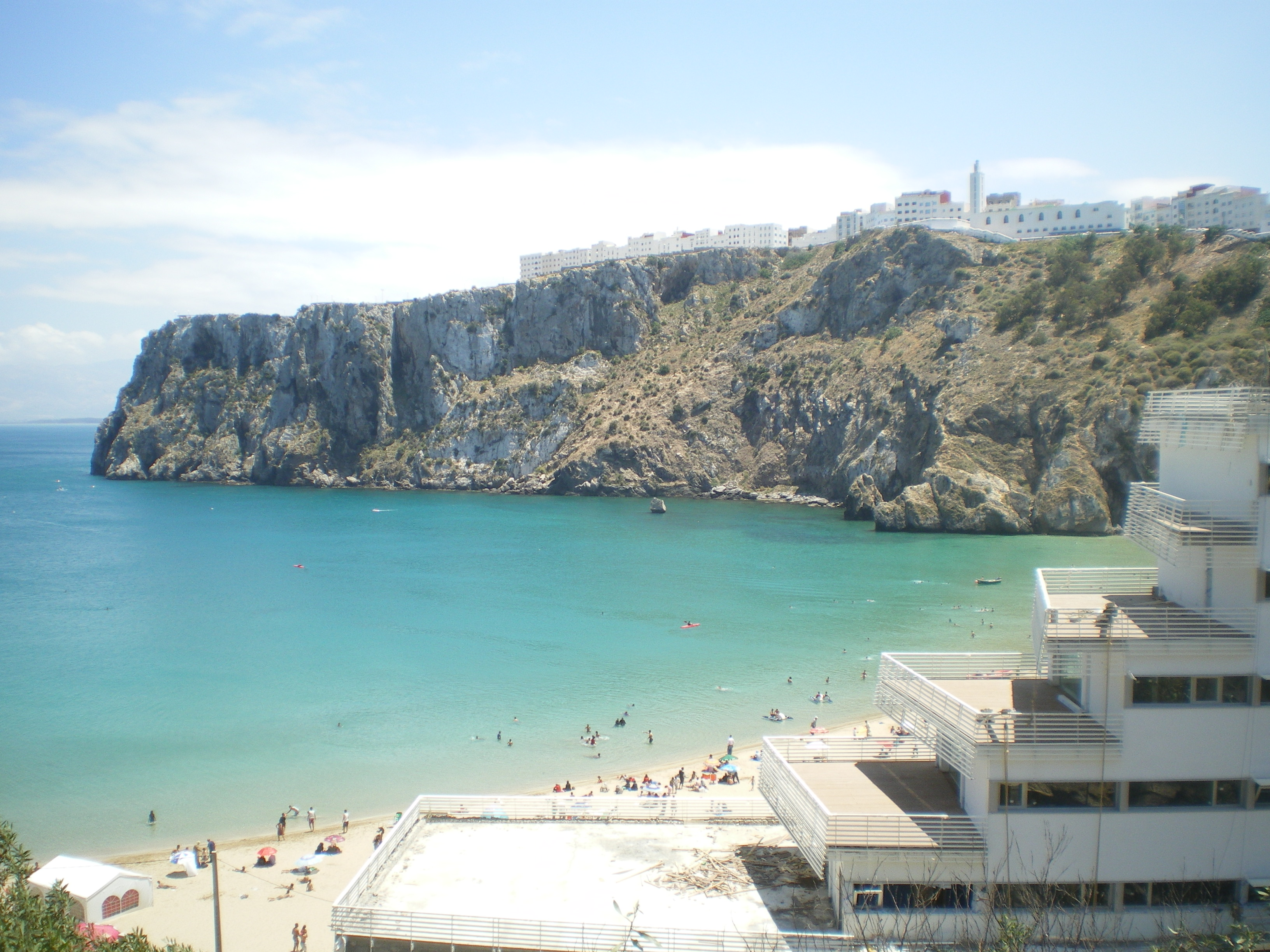
Playa Quemado en Alhucemas

Chauen, conocida como la "Perla Azul", es famosa por sus pintorescas casas de tonos azules que contrastan con el paisaje montañoso de los montes del Rif. La ciudad es un imán para los fotógrafos y los amantes de la cultura, con sus callejuelas empedradas y su ambiente tranquilo.
La región también cuenta con sitios históricos fascinantes como las ruinas romanas de Lixus cerca de Larache, que datan del siglo I a. C. y ofrecen una ventana al pasado romano de la región. Larache misma es una ciudad histórica con una rica mezcla de arquitectura colonial española y marroquí, conocida por su ambiente tranquilo y su puerto pesquero.
Ouezzane, por otro lado, es un centro espiritual y cultural conocido por su mezquita venerada y su mercado semanal, que atrae a visitantes interesados en la tradición y la espiritualidad marroquí.

Lugares de interés
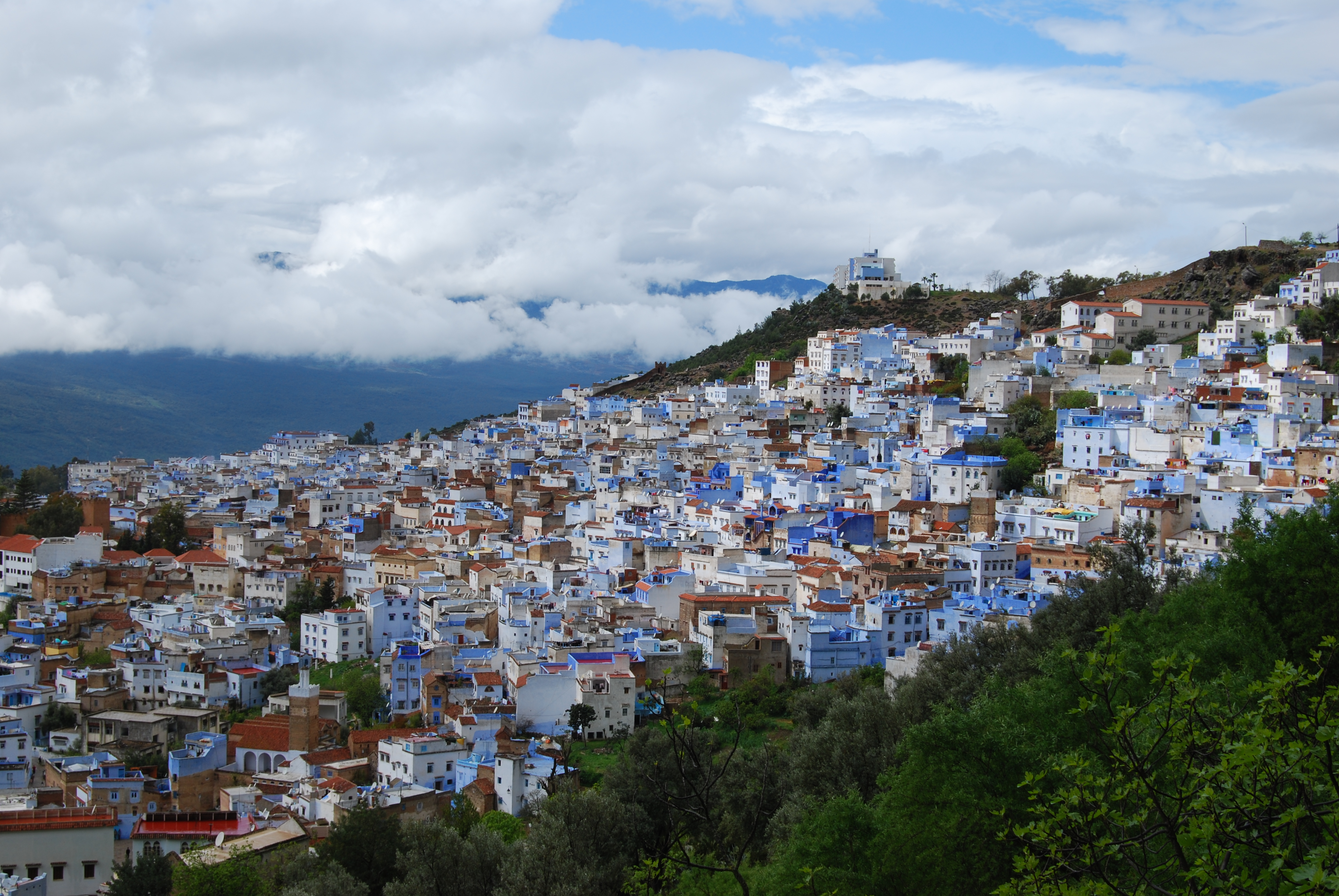
Chaouen
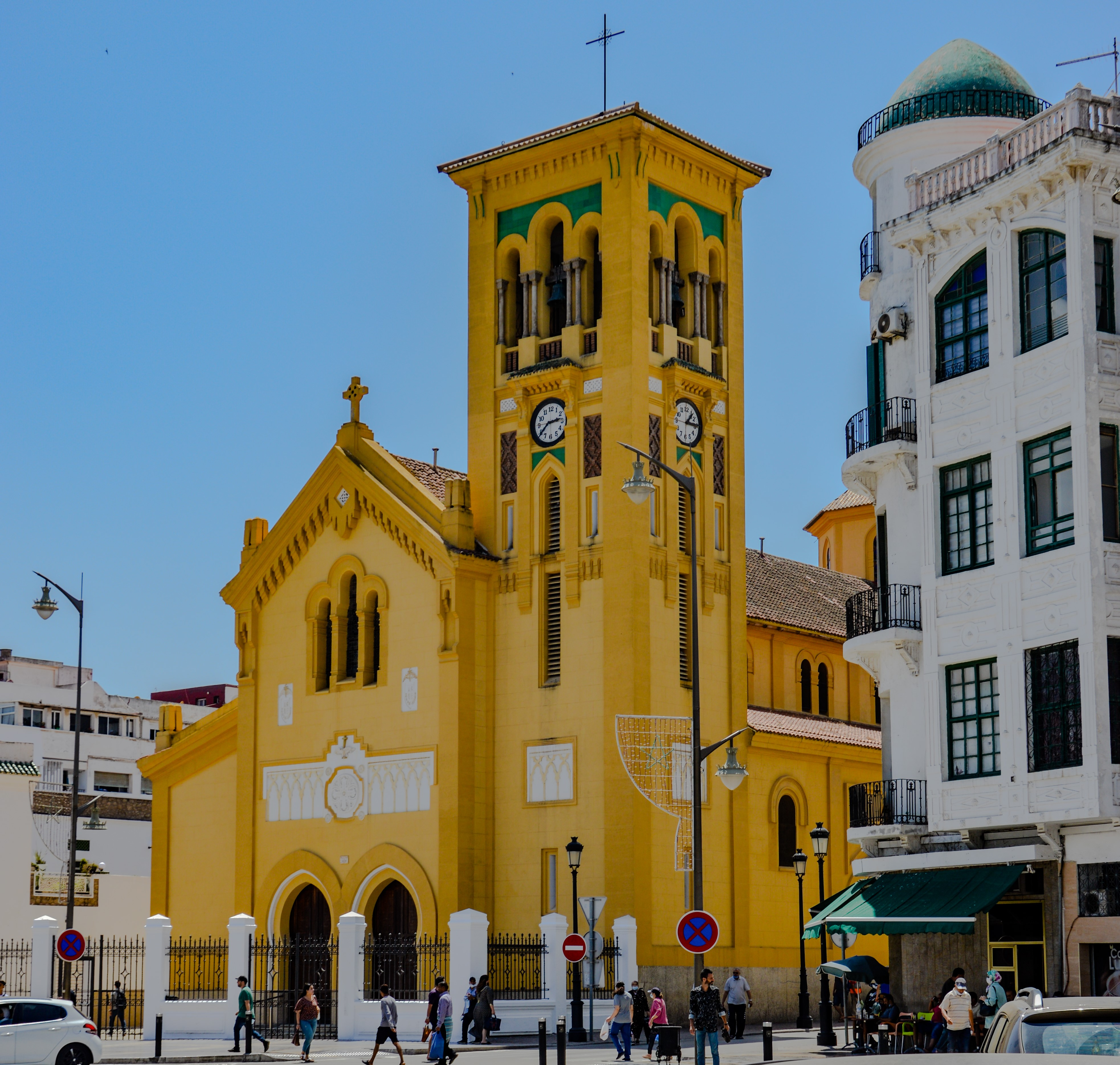
Iglesia de Nuestra Señora de la Victoria
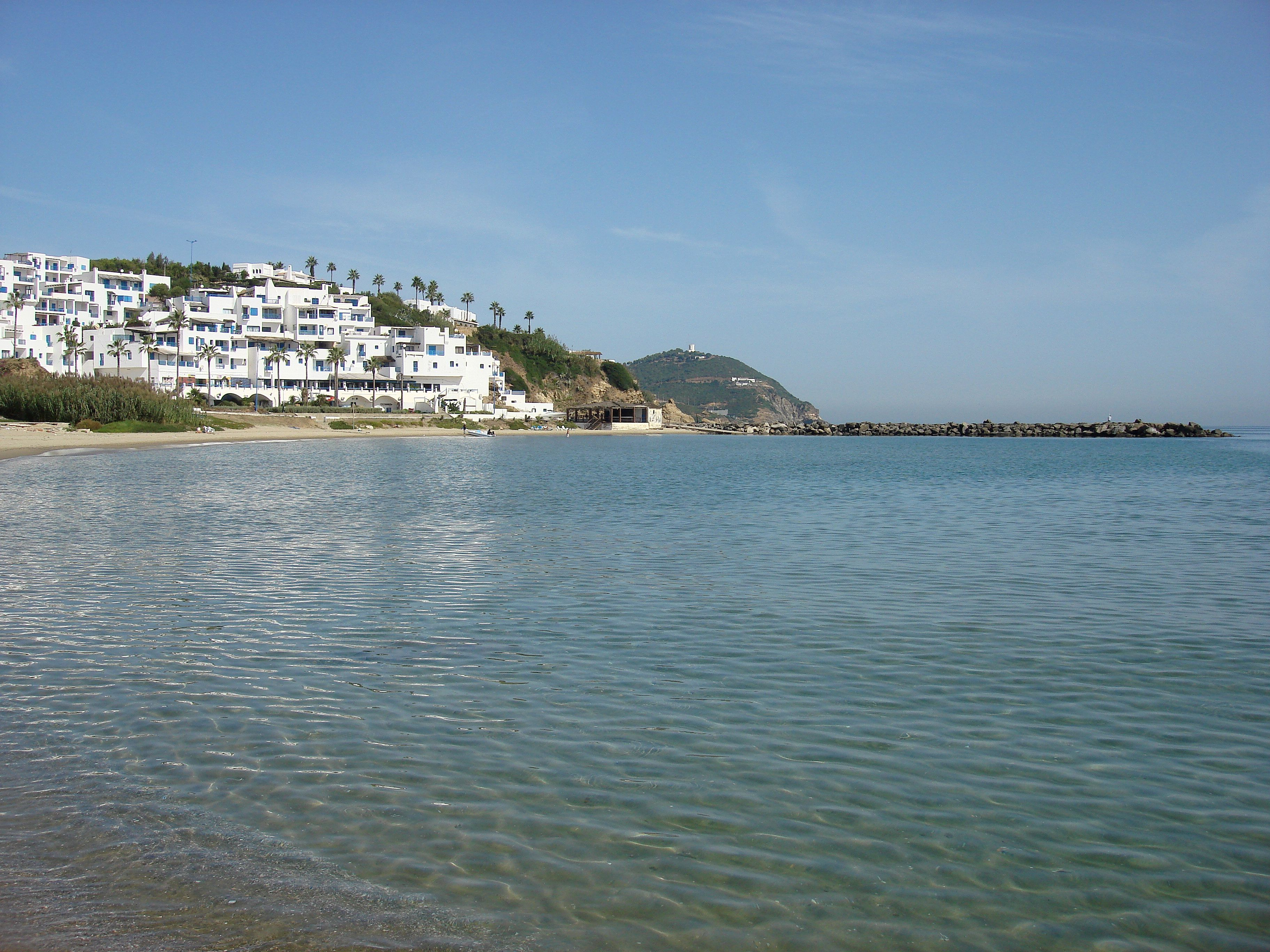
playa de cabo negro
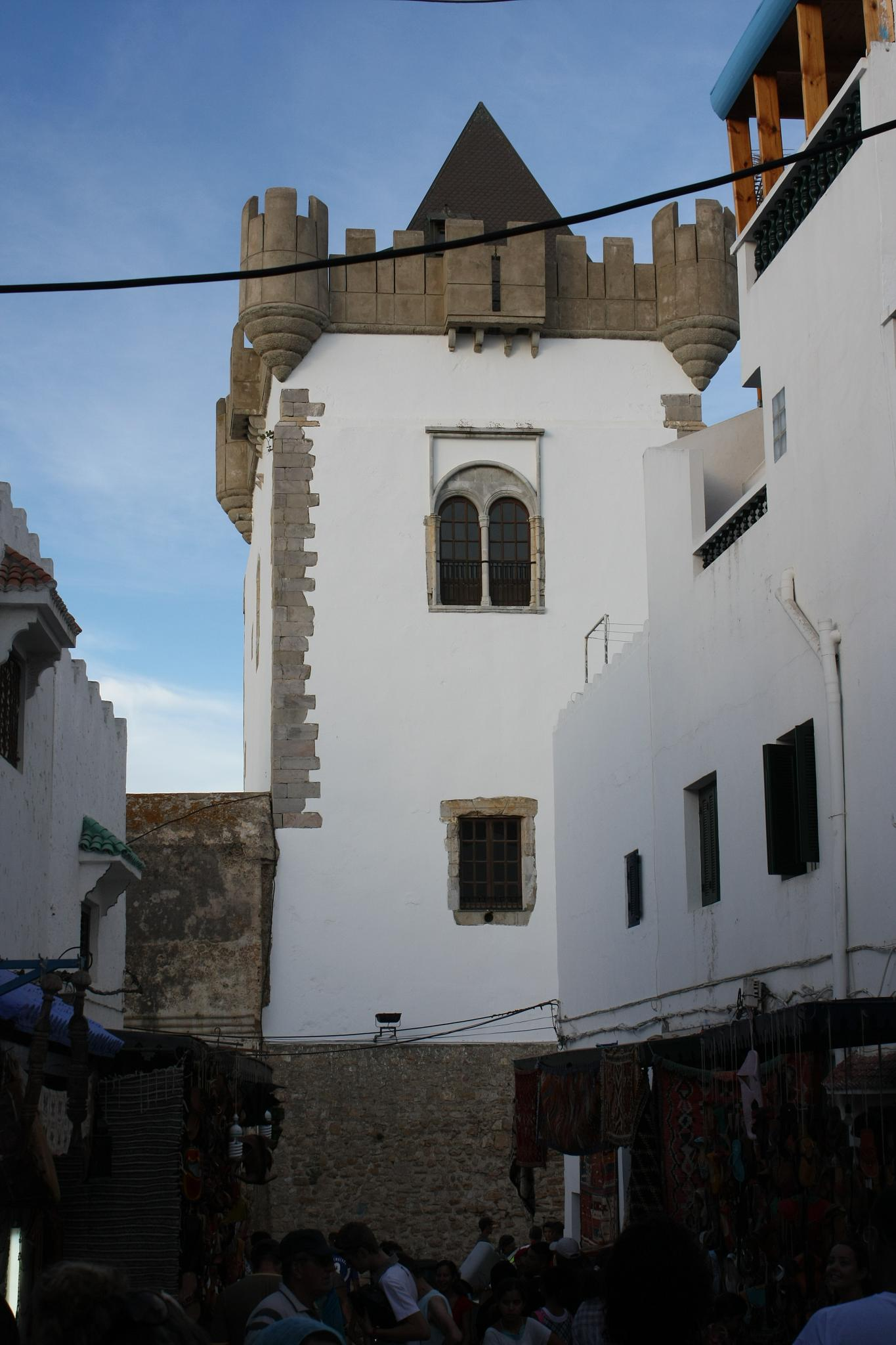
Borj al-Hamra o Torre Al-Qamr en Arcila

## Demografía
La región de Tánger-Tetuán-Alhucemas es una de las áreas más pobladas y culturalmente diversas de Marruecos. Según las estadísticas más recientes, la población de esta región se estima en alrededor de 3 556 729 habitantes, abarcando una variedad de grupos étnicos y culturales.
En términos de composición étnica, la mayoría de la población es de origen árabe y bereber, reflejando la diversidad étnica característica de Marruecos. La arabización ha influido en la identidad cultural de la región, promoviendo el uso del idioma árabe y la adopción de la cultura islámica.
Además, la región incluye el País Yebala y las cabilas de Alhucemas, áreas rurales y montañosas habitadas principalmente por comunidades bereberes. Estas regiones tienen su propia cultura y tradiciones distintivas, con una vida rural que se mantiene en gran parte fuera de las influencias urbanas.
La región de Tánger-Tetuán-Alhucemas ha experimentado un crecimiento demográfico constante, impulsado por la urbanización y el desarrollo económico en áreas urbanas clave como Tánger, que ha atraído a migrantes internos en busca de oportunidades de empleo y mejores condiciones de vida.

## Deportes
En la región de Tánger-Tetuán-Alhucemas, el fútbol es un deporte central con varios equipos destacados. Uno de los clubes más prominentes es el Mogreb Atlético Tetuán, fundado en 1922. El MAT ha tenido una historia rica en el fútbol marroquí, compitiendo en la Liga Nacional y la Copa del Trono. Juega sus partidos en el Stade Saniat Rmel, un estadio con capacidad para aproximadamente 10 000 espectadores, ubicado en Tetuán.
Otro equipo significativo es el Chabab Rif Alhoceima (CRA), con sede en Alhucemas. Fundado en 1953, el CRA también participa activamente en la liga local y ha ganado seguidores por su desempeño en competiciones nacionales. El equipo juega en el Estadio Mimoun Al Arsi, un estadio con capacidad para alrededor de 10 000 espectadores y también dispone de otro estadio nuevo el Grand stade Alhoceima de 15 000 espectadores.
El Irt de Tánger, también conocido como Ittihad Riadi Tanger, es otro club importante en la región. Fundado en 1944, el IRT ha sido un contendiente habitual en la liga marroquí y ha participado en competiciones internacionales. Juega sus partidos en el Estadio Ibn Batouta, nombrado en honor al famoso viajero y ubicado en Tánger. Este estadio tiene una capacidad de aproximadamente 87 000 espectadores y es uno de los más grandes y modernos del país que actualmente está en renovación y será sed de la Copa Mundial de Fútbol de 2030
Estos equipos no solo son pilares en el deporte local, sino que también representan a sus ciudades y regiones en la escena nacional e internacional del fútbol marroquí.